# بلشون البحيرات أحمر الذيل
بلشون البحيرات أحمر الذيل (الاسم العلمي: Ardeola rufiventris) هو نوع من الطيور يتبع جنس بلشون البحيرات من الفصيلة البلشونيات.